# Muttaburrasaurus
Muttaburrasaurus langdoni är en dinosaurie i infraordningen ornithopoder. Den levde i nordvästra Australien för omkring 110 till 100 miljoner år sedan. Dess föda kan ha bestått av kottepalmer.

## Taxonomi
En del anser att Muttaburrasaurus är släkt med Iguanodon från Europa, medan andra tror att den är släkt med Camptosaurus som levde i Nordamerika under senare delen av juraperioden. Men den kan möjligen vara släkt med den afrikanska Ouranosaurus.

## Beskrivning
Muttaburrasaurus blev 7 meter lång, och vägde 1 ton, eller däröver. Vissa illustrationer avbildar den med vassa klor på tummarna, liknande dem hos Iguanodon, men man har inte bevis för att Muttaburrasaurus hade det. Det mest typiska med Muttaburrasaurus är dock dess skalle, som har stora, ihåliga upphöjningar på nosryggen. Dessa kanske gjorde att Muttaburrasaurus kunde frambringa blåsljud för att kommunicera med artfränder.
Släktets medlemmar var antagligen växtätare.

## I populärkulturen
Muttaburrasaurus framträdde i TV-programmet dinosauriernas tid, avsnitt 5, som ett flocklevande djur som färdas till Sydpolen på sommaren för att föda sig på växtligheten.